# Người Khiết Đan
Khiết Đan hay Khất Đan (chữ Hán: 契丹) là âm Hán-Việt tên gọi của một dân tộc du mục Khitan (tiếng Ba Tư: ختن) (còn được phiên âm là Khitai hay Kidan), từng tồn tại ở Trung Á và Bắc Á. Dân tộc này từng phát triển thành tổ chức quốc gia Liêu quốc, tồn tại và kiểm soát phía bắc Trung Quốc giai đoạn 907-1125. Sau khi bị người Nữ Chân đánh bại, họ chuyển sang phía tây và giữ được tổ chức nhà nước, được sử Trung Quốc gọi là Tây Liêu, các tài liệu phương Tây gọi là Hãn quốc Kara Khitai. Vương quốc này tồn tại từ 1125 cho đến khi bị đế quốc Mông Cổ tiêu diệt vào năm 1218.

### Lập quốc và cường thịnh

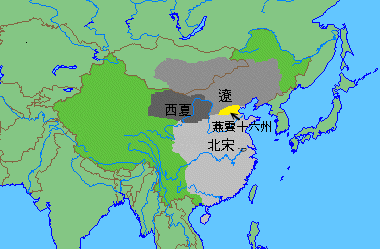
Bản đồ vị trí giữa Liêu, Tống và Tây Hạ.